# Spulers Glasflügler

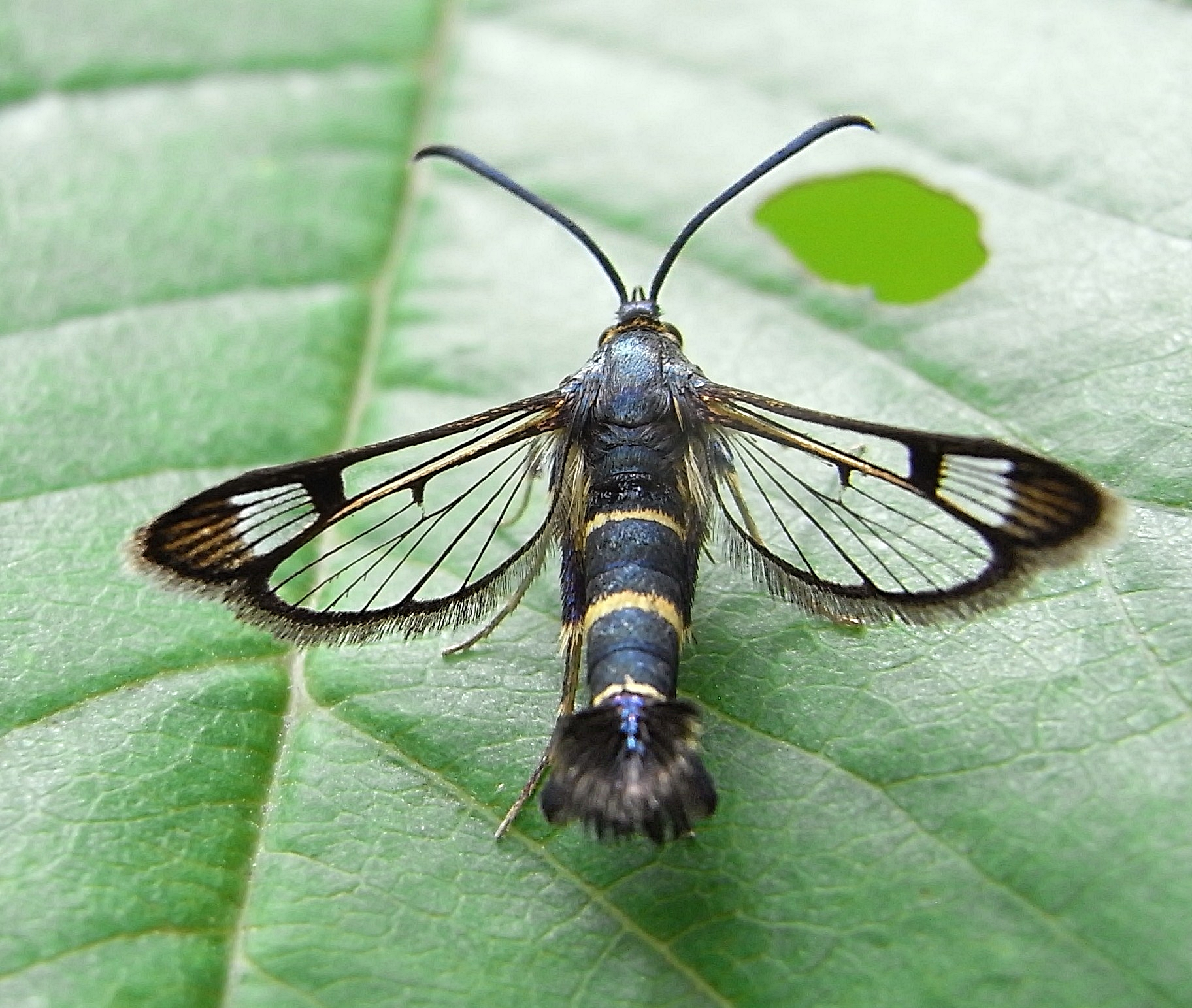
Flügelzeichnung

Spulers Glasflüger (Synanthedon spuleri), gelegentlich auch als Wacholder-Glasflügler bezeichnet, ist ein Schmetterling aus der Familie der Glasflügler (Sesiidae). Die Art wurde 1908 von Fuchs beschrieben und nach dem Arzt und Entomologen Arnold Spuler benannt.

## Merkmale
Über die Flügelspannweite der Falter gibt es in der Literatur unterschiedliche Angaben. Sie reichen von 13 bis 24 Millimeter. Die Labialpalpen sind ventral gelb, die Augen sind weiß umrandet. Der Metathorax ist schwarz. Das Abdomen ist gelb beringt: bei den Männchen zeigen die Segmente 2, 4, 6, und 7 gelbe Ringe; bei den Weibchen die Segmente 2, 4 und 6. Die gelben Binden auf dem 4. und 5. Segment sind in ihrer Breite variabel, das 7. Segment ist meistens einfarbig schwarz. Das Analbüschel ist breit und schwarz, oder bei den Männchen mediodistal und bei den Weibchen seitlich gelb behaart. Bei den Weibchen ist der Anteil gelber Härchen im Afterbüschel variabel. Das äußere Glasfeld im basalen Teil des Vorderflügel-Außenfeldes (ETA = external transparent area) ist fast rechteckig und zum Apex hin konvex gerundet. Die Apikalregion ist entweder schwarz oder mit einer spärlichen gelben Beschuppung versehen.

### Ähnliche Arten
- Johannisbeer-Glasflügler Synanthedon tipuliformis (Clerck, 1759). Habituell und genitalmorphologisch nur schwer von S. spuleri zu differenzieren.[3] S. spuleri unterscheidet sich von S. tipuliformis durch den größeren und massiveren Körper, durch das meist deutlich konvex begrenzte Glasfeld des Vorderflügels sowie durch das weniger aufgehellte Saumfeld. Der Afterbusch ist bei den Weibchen auf der Unterseite spärlich gelb durchmischt (bei S. tipuliformis einfarbig schwarzblau).[1]

## Verbreitung
Das Verbreitungsgebiet von Synanthedon spuleri ist bisher noch nicht ausreichend bekannt. In West-Ost-Richtung erstreckt es sich von Frankreich bis in die Türkei und Georgien. Im Süden ist die Art in Süd- und Osteuropa beheimatet. Auf den Mittelmeerinseln ist sie mit Ausnahme von Sizilien nicht vertreten. Die nördliche Verbreitungsgrenze befindet sich etwa auf der geographischen Breite von Paris und Süddeutschland (Rheinland). Eine detaillierte Übersicht zur Verbreitung der europäischen Glasflüglerarten liefert Pühringer.
Spulers Glasflügler besiedelt überwiegend Kalkböden und ist von der Ebene bis in Gebirgslagen von 1500 Meter (Mazedonien) bis 1600 Meter (Karwendelgebirge) anzutreffen. Der Lebensraum besteht aus lichter Steppenvegetation, Laubmischwäldern und warmen, trockenen Karstregionen. Als Kulturfolger tritt die Art auch in Siedlungsgebieten in Erscheinung, wenn Juniperus-Arten vorhanden sind.

## Biologie
Spulers Glasflügler durchläuft eine zweijährige Entwicklung, die unter klimatisch günstigen Bedingungen an Laubhölzern wahrscheinlich auch in nur einem Jahr abgeschlossen sein kann. Die Raupen entwickeln sich bevorzugt zwischen Holz und Rinde unter den Cecidien des Rostpilzes Gymnosporangium clavariiforme (Gitterrost). Auch an frischen Baumstümpfen oder Rindenverletzungen, die durch Windbruch oder Quetschungen der Rinde entstanden sind, kann man Raupen finden. Wirtspflanzen sind verschiedene Wacholderarten wie Gemeiner Wacholder (Juniperus communis), Chinesischer Wacholder (Juniperus chinensis) und Phönizischer Wacholder (Juniperus phoenicea), Weiß-Tanne (Abies alba) und auch verschiedene Laubhölzer wie Pappeln (Populus), Weiden (Salix), Birken (Betula), Hainbuchen (Carpinus), Buchen (Fagus), Hasel (Corylus), Eichen (Quercus), Ahorne (Acer) und Ulmen (Ulmus). Nach de Freina müssen folgende Wirtspflanzen als fraglich bezeichnet werden: Himbeere (Rubus), Pflaume (Prunus domestica) und Kaki (Diospyros kaki). In ihren Wirtspflanzen fressen die Raupen an den Übergangsstellen zwischen totem und lebendem Gewebe kurze, zickzackförmige Gänge. Dabei werden rotbraune Späne und Kot ausgeworfen. In Weichhölzern entwickeln sich die Raupen mitten im Holz, die Fraßgänge sind dann kurz und nur etwa doppelt so lang wie die Raupe selbst. In einer Galle können mehrere Larven vergesellschaftet leben, mitunter auch zusammen mit Synanthedon vespiformis. Die Raupen überwintern in einer großen ausgesponnenen Kammer am Ende eines Fraßganges in einem Kokon. Die Überwinterungskammer wird zum Gang hin mit Genagsel verschlossen. Die Raupen verpuppen sich ab April in einem Kokon, die Puppenruhe dauert etwa vier Wochen. Die Puppe ist beweglich und schiebt sich unmittelbar vor dem Schlupf etwa bis zur Hälfte aus dem Ausflugloch.
Die Falter fliegen von Mitte Mai bis Ende Juli, in Abhängigkeit von den klimatischen Bedingungen auch noch bis in den August hinein. Die Weibchen fliegen ausschließlich nachmittags, wobei auch Pheromonquellen besucht werden. Bei Anflügen an Lichtquellen handelt es sich vermutlich um aufgescheuchte Tiere. Die Falter wurden Nektar saugend an folgenden Pflanzen beobachtet: Schwarzer Holunder (Sambucus nigra), Faulbaum (Frangula alnus), Zwerg-Holunder (Sambucus ebulus), verschiedene Rubus-Arten, Brombeeren (Rubus sectio Rubus) und Liguster (Ligustrum). Bei ungünstiger Witterung ruhen die Falter auf Blättern in der Nähe ihrer Wirtspflanzen.

## Gefährdung
In Deutschland wird Spulers Glasflügler gegenwärtig als „nicht gefährdet“ eingestuft.

## Systematik
Die Art wurde 1908 von Fuchs beschrieben und nach dem Arzt und Entomologen Arnold Spuler benannt. Der Typenfundort ist Halltal im Karwendelgebirge (Österreich).
- Synanthedon schwarzi (Králíček & Povolný, 1977) wurde als Synonym zu S. spuleri eingestuft, da morphologische Unterschiede nicht nachgewiesen werden konnten und es sich auch nicht um eine monophag lebende Biospezies handelt.[1]